# سرجیو نیکلائسکو
سرجیو فلورین نیکلائسکو (رومانیایی: Sergiu Florin Nicolaescu؛ ‏ تلفظ رومانیایی: [ˈserd͡ʒju floˈrin nikolaˈesku]؛ زادهٔ ۱۳ آوریل ۱۹۳۰ – درگذشتهٔ ۳ ژانویهٔ ۲۰۱۳) کارگردان، بازیگر و سیاستمدار رومانیایی بود. این کارگردان رومانیایی دارای حدود ۵۰ فیلم (به عنوان کارگردان) در کارنامه هنری خود است.
سرجیو نیکلائسکو شش فیلم بر اساس شخصیت کمیسر تئودور مولدُوان ساخت و خود در نقش کمیسر مولدُوان در آنها به ایفای نقش پرداخت.
این فیلم‌ها عبارتند از: با دست‌های پاک (۱۹۷۲)، آخرین فشنگ (۱۹۷۳)، کمیسر متهم می‌کند (۱۹۷۳)، انتقام (۱۹۷۸)، دوئل (۱۹۸۱) و بازمانده (۲۰۰۸). در نسخه دوبله به فارسی این شش فیلم، حسین عرفانی، گوینده نقش کمیسر مولدوان است.

## گزیدهٔ فیلم‌شناسی
- کارل یکم (۲۰۰۹)
- بازمانده (۲۰۰۸)
- اورینت اکسپرس (۲۰۰۴)
- آینه (۱۹۹۳)
- میرچئا (۱۹۸۵)
- آخرین یورش (۱۹۸۵)
- چوله‌آندرا (۱۹۸۵)
- رینگ (۱۹۸۵)
- تلهٔ مزدوران (۱۹۸۰)
- میهائیل، سگ سیرک (۱۹۷۹)
- عمو مارین میلیاردر (۱۹۷۹)
- سرنوشت بد (۱۹۷۶)
- حادثه (۱۹۷۶)
- فناناپذیران (۱۹۷۴)
- کمیسر متهم می‌کند (۱۹۷۳)
- آخرین فشنگ (۱۹۷۳)
- آنگاه همگی را به مرگ محکوم کردم (۱۹۷۲)
- با دست‌های پاک (۱۹۷۲)
- میهای دلیر (۱۹۷۰)
- نبرد برای رم ۲ - خیانت (۱۹۶۹)
- نبرد برای رم ۱ (۱۹۶۸)
- آخرین موهیکان (۱۹۶۸)
- داس‌ها (۱۹۶۷)